# Первый переходный период
Первый переходный период в истории Древнего Египта (середина XXII — середина XXI века или ок. 2150—2050 гг. до н. э., VII—XI династии) разделяет Древнее и Среднее царства.

## Характеристика периода
В правление VII и VIII династий власть мемфисских фараонов стала лишь номинальной, в Египте царила политическая анархия. Власть перешла в руки номархов («градоначальников»). Одной из причин утраты государственного единства стала засуха 4200 лет назад, которая привела к развалу общеегипетской оросительной системы, что вызвало экономический кризис и массовый голод. Без централизованного управления сложное административное устройство приходило в упадок, в стране бродили разбойничьи шайки, которые грабили заупокойные храмы и усыпальницы. И к началу Первого переходного периода почти все пирамиды и усыпальницы наследников престола и высоких сановников были разграблены и опустошены. Северные провинции периодически подвергались набегам азиатских кочевников и ливийцев.
Неспособность номов собственными силами справиться с экономическими трудностями усилила объединительную тенденцию. Первым претендентом на роль «собирателя» египетских земель стал Гераклеополь, один из крупнейших городов на севере Верхнего Египта. Его правителям удалось подчинить Дельту и верхнеегипетскую область Тина, отразить вторжения кочевников и укрепить северные границы. Начиная с Ахтоя (Хети), они претендовали на титул царей всего Египта (IX—X династии).
Однако в борьбе за объединение Египта Гераклеопольское царство встретило соперника в лице образовавшегося на юге Фиванского царства, контролировавшего долину Нила от Абидоса до 1-го порога. Их конфронтация завершилась в конце XXI века до н. э. победой Фив при фараоне Ментухотепе II, основавшем XI династию. Целостность Египетского государства была восстановлена. С этого момента отсчитывается период Среднего царства.

## Хронология Первого переходного периода
- Ок. 2150—2040 до н. э. Распад Древнего царства Египта на 42 отдельных округа-нома, во главе которых стояли номархи. I Переходный период (VII—X династии) — время смут и анархии (восстания, нападения ливийцев, крах гражданского правопорядка, разграбления гробниц) (Манефон: «семьдесят царей правили семьдесят дней»). Литературное отражение кризиса цивилизации: «Поучение Мерикара», «Повесть о красноречивом крестьянине», «Разговор разочарованного со своим Ба» (возможно, также Речение Ипувера).
- Ок. 2134—2040 до н. э. Частичное восстановление порядка в Египте во время правления царей из Гераклеополя (IX династия). Первому царю IX династии Ахтою (Хети I) удается объединить Египет, однако вскоре начинается падение египетской культуры. Борьба между Фивами и Гераклеополем, поддержанным правителями Гермополя и Сиута, за новое объединение страны и гегемонию в ней, обострившаяся после разграбления гераклеопольскими фараонами священного города Верхнего Египта Абидоса.
- Ок. 2100 до н. э. Х династия: возвышение Фив (др.-египетское название Но-Амон = жилище Амона) при Иниотефе II Великом.